# Сирија
Сирија (арап. سُورِيَا) држава је у југозападној Азији. Налази се у Леванту и на истоку Средоземља. Граничи се са Средоземним морем на западу, Турском на северу, Ираком на истоку и југоистоку, Јорданом на југу, као и Израелом и Либаном на југозападу. Главни и највећи град је Дамаск.
Термин „Сирија” се историјски односио на шире подручје, односно синоним за Левант. Модерна држава обухвата места неколико древних краљевстава и империја, међу којима и цивилизацију Ебла из 3. миленијума пре нове ере. Дамаск и Алеп су градови од великог културног значаја. Током исламске владавине, Дамаск је био седиште Омајадског калифата и главни град провинције Мамелучког султаната у Египту. Данашња држава основана је средином 20. века након дуге владавине Османског царства, под управом Француске. Новостворена држава представљала је највећу арапску државу која је настала из сиријских провинција које су раније биле под османском влашћу. Године 1945. стекла је дејуре независност као парламентарна република када је постала члан оснивач Уједињених нација. Француске трупе су се повукле у априлу 1946, чиме је Сирија остварила дефакто независност.
Период након стицања независности био је буран, са вишеструким покушајима државних удара који су потресли земљу између 1949. и 1971. Сирија је 1958. ушла у кратки савез са Египтом, који је прекинут државним ударом 1961. након чега је преименована у Сиријска Арапска Република на уставном референдуму. Државни удар из 1963. успоставио је једнопартијску државу. Унутрашње борбе за власт изазвале су нове државне ударе 1966. и 1970, након чега је власт преузео Хафиз ел Асад. Након Асадове смрти, његов син Башар ел Асад постао је председник 2000. Од арапског пролећа 2011. Сирија је била уплетена у вишестрани грађански рат, у ком су учествовале различите земље, што је довело до избегличке кризе у којој је више од шест милион избеглица расељено из земље. У децембру 2024. коалиција опозиционих офанзива заузела је велике градове, укључујући Дамаск, и приморала Ел Асада да побегне из земље.
Земља је плодних равница, високих планина и пустиња, као и дом различитих етничких и верских група. Арапи су највећа етничка група, а сунитски муслимани највећа верска група. Будући да је рангирана на 4. најгорем месту у Индексу крхких држава за 2024, Сирија је једно од најопаснијих места за новинаре. Слобода штампе је изузетно ограничена, а земља је рангирана на 2. најгорем месту на Светском индексу слободе штампе за 2024. Најкорумпиранија је држава у региону MENA и рангирана је на 2. најниже место на свету по Индексу перцепције корупције 2023. Сирија је такође постала епицентар државно спонзорисаног, више милијарди долара вредног илегалног нарко-картела, највећег на свету.

## Име
Име Сирије је изведено од назива за старо Асирско царство које се звало Сурија. Овај велики простор се у време Римског царства поделио на провинције, политички независне једне од друге:
- Јудае или Јудеа, је 132. преименована у Палестину. Овај регион обухвата данашње територије Израела, Јордана и Палестине
- Феникија, која данас обухвата територије Либана
- Коеле Сирија (или 'шупља' Сирија)
- Месопотамија

## Географија

### Положај
Сирија се налази у подручју познатом као левант. Положај државе је између 32° и 38° северне географске дужине и 35° и 44° источне географске ширине. Државе са којима се Сирија граничи су: Турска, Израел, Ирак, Јордан и Либан. Површина државе износи 185.180 km².

### Геологија и рељеф
Сирија је углавном веома сува земља, мада на северозападу државе се могу видети зелене површине. Североисток земље — Ал Џазира и југ земље — Хавран, су важни пољопривредни региони. Еуфрат, најважнија река у Сирији, има ток на истоку земље. Овај део земље се сматра једном од петнаест региона који представљају колевку цивилизације.
У велике градове спадају главни град, Дамаск, на југозападу, Алеп на северу, и Хомс. Најзначајнија лука на Медитерану је Латакија.

### Клима
Клима у Сирији је сува, и зиме су веома благе. Услед надморске висине, неки делови земље имају снег током зимских месеци.

## Историја
Сирија је била средиште једне од најстаријих цивилизација на свету, што потврђује велики број археолошких ископина. 1975. године започета су археолошка истраживања око града Ебла на североистоку Сирије. Око ископина Ебле протезало се величанствено семитско краљевство, које се од 2400. до 2500. п. н. е. пружало од Црвеног мора на север према Турској, а ка истоку до Месопотамије. Научници верују да је језик којим се говорило у Ебли најстарији из групе семитских језика. Од велике археолошке важности су и градови Мари, Угарит и Дура Еуропос.
Сирију су окупирали бројни народи, Хананци, Јевреји, Арамејци, Асирци, Вавилонци, Персијанци, Грци, Јермени, Римљани, Византинци, Арапи, док су један део освојили Крсташи. Сирија је, као и остатак региона, била под вишевековном влашћу Османског царства. Данашња Сирија је такође била један од центара оснивања хришћанства - Свети Павле се преобратио у хришћанина на путу у Дамаск и основао прву хришћанску цркву у Антиохији, у античкој Сирији (данашња Турска).

### Француска окупација
Османска власт над Сиријом се завршила када су Арапи, пред сам крај Првог светског рата, 1918. године, ушли у Дамаск. Независно арапско краљевство Сирије је основано на челу са краљем Фејсалом I из династије Хашемит, који је касније постао краљ Ирака. Његова владавина је окончана јула 1920. године, кад су у Сирију ушле француске снаге и успоставиле своју власт. Након битке код Мејсалуна 23. јула, између сиријске армије под вођством Јусуф ел Азмеха и француских снага, француске снаге су дошле до Дамаска и краљ Фејсал је збачен са власти. Раздобље француске владавине је обележено наглим порастом национализма и суровим угњетавањем, али је истовремено спроведена и модернизација инфраструктуре.
Након одласка Француске, 1940. године, Сирија је пала у руке вишијевске владе, све док је јула 1941. године, нису заузеле Уједињено Краљевство и снаге Слободне Француске. Стални притисак Британаца и сиријских националистичких група приморао је Французе да априла 1946. године напусте Сирију, остављајући земљу у рукама претходно образоване републиканске владе.

### Независност до 1970.
Сирија је своју прву независност од Француске стекла септембра 1936. године. Хашим ел Атаси је био први изабрани председник Сирије после усвајања новог устава, састављеног по угледу на француски. Међутим Француска је одбила да призна независност Сирије и да ратификује договор о независности, и наставила с војним присуством у Сирији све до 1946. године. Иако је друга декларација независности 17. априла 1946. године била пропраћена брзим економским развојем, политичка сцена Сирије је била крајње нестабилна све до 1960-их година. Низ сукоба и борби за власт, започет 1949. године, уздрмао је цивилну власт и довео до војног сукоба у којем је на власт ступио командир Адиб Шишакли, 1951. године. Након следећег сукоба и борбе за превласт, Шишакли је 1954. године свргнут с власти, а политички маневри и борбе су се наставили. Сиријска политичка нестабилност у годинама након сукоба 1954. године, паралелна власт неколико самопроглашених влада, као и криза 1956. године око Суецког канала, довели су до тога да је египатски лидер Гамал Абдел Насер затражио и добио дозволу за уједињење Египта и Сирије. Две државе су се 1. фебруара 1958. године спојиле и образовале Уједињену Арапску Републику, а све дотадашње партије у Сирији су престале с радом.

### 1970—2005.

#### Октобарски рат
Године 1973, избио је сукоб назван Октобарски рат, у којем је Сирија, у покушају да заузме регион и збаци израелску власт, напала подручје Голанске висоравни. Упркос почетним успесима, на крају рата је Израел био надмоћнији у војном погледу. Након неколико дипломатских преговора, у којима је улогу посредника имао Хенри Кисинџер, Сирија је добила територијално мали део Голанске висоравни, што је тадашња влада Сирије у унутрашњости земље употребила као доказ да је рат био победоносан. Од 1974. године, на сиријско-израелском фронту је владало примирје, с повременим инцидентима.

#### Сирија и Либан
Почетком 1976. године, у суседном Либану је избио грађански рат у ком су велике губитке претрпели припадници хришћана Маронита. Сирија је послала 40.000 војника у Либан, како би помогли хришћанима, али се ускоро и сама умешала у Либански грађански рат.
Уласком Сирије у сукоб, почиње и тридесетогодишње сиријско присуство у Либану. Наредних петнаест година грађанског рата, Сирија се борила за контролу над Либаном и покушавала да подрије Израел на југу Либана користећи разне паравојне снаге. Након завршетка рата 1990. године, многи су присуство Сирије у Либану доживели као окупацију . Сиријске трупе су остале присутне у Либану све до 2005. године, а Сирија је за то време силом утицала на либанску политику, што је многима веома сметало. После атентата на бившег премијера Рафика Харирија, за који је окривљена Сирија, извршен је притисак на Сирију да повуче своје снаге из Либана. Дана 26. априла 2005, главнина сиријских снага се повукла из те земље, али је оставила тамо доста оперативаца своје обавештајне службе, што је изазвало нови гнев међународне јавности.
Сматра се да је после завршетка рата у Либану око милион Сиријаца дошло у Либан у потрази за послом. Сиријски радници су налазили запослење лакше од Палестинаца и самих Либанаца, будући да су радили за мање плате. Неки су тврдили да је то што сиријска влада подстиче своје грађане да у потрази за послом прелазе у малу суседну земљу под војном управом, заправо само још један покушај Сирије да колонизује Либан. Године 1994, након притисака из Дамаска, либанска влада је одобрила издавање око 200.000 либанских пасоша сиријским грађанима који су тада живели у Либану.

### Грађански рат
Грађански рат у Сирији познат и као Побуна у Сирији је текући оружани конфликт између представника власти и опозиције у Сирији. Почео је 15. марта 2011. године истовременим демонстрацијама у више сиријских градова против сиријске владе и председника Сирије Башара ел Асада, под утицајем Арапског пролећа. Демонстранти су тражили крај владавине Баас партије у Сирији, већа грађанска и социјална права као и одлазак са власти Башара ел Асада. Протести и демонстрације су касније прерасли у оружане сукобе а 2012. године сукоб побуњеника и Војске Сирије прераста у грађански рат.
У пролеће 2011. сиријска влада користи Војску Сирије у гушењу протеста и демонстрација. Неколико градова је опседнуто, а у неким градовима је сиријска војска користила и ватрено оружје те пуцала на демонстранте. Ово је довело до револта у самим оружаним снагама, па је један број припадника војске дезертирао и прикључио се демонстрантима а касније су формирали Слободну армију Сирије. Сиријска власт је ове оружане формације оцењивала као терористичке те је дошло до оружаног сукоба побуњеника и регуларне војске.
По различитим изворима до 23.000 људи је погинуло, укључујући у тај број око 19.000 бораца са обе стране и око 1.800 демонстраната. Око 1,5 милиона Сиријаца је напустило своје домове. Десетине хиљада избеглица је избегло у Ирачки Курдистан, Јордан, Либан и Турску. Десетине хиљада људи су ухапшене а постоје и подаци о тортури у затворима.
И једна и друга страна у конфликту су оптужене да су чиниле ратне злочине, зверства и тортуру над заробљеницима као и коришћење цивила као живи штит.
Арапска лига, САД, Европска унија и друге земље су оптуживали сиријски режим због бруталног обрачуна са демонстрантима. Покушај да се кроз Савет Безбедности, као на примеру Либије, уведе зона забрањеног лета и изврши војна интервенција блокирале су Кина и Русија у страху од додатне ескалације насиља и једностраних решења. Арапска лига је у новембру 2011. искључила Сирију из те организације. Касније су Уједињене нације послале специјалног изасланика Кофија Анана, и посматрачку мисију ради мирног решења и смиривања насиља.
Црвени Крст је 15. јула 2012. прогласио сукоб у Сирији унутрашњим оружаним конфликтом, односно грађанским ратом, што је значило пуну примену међународног хуманитарног права под Женевском конвенцијом.
У децембру 2024, опозиционе јединице су заузеле све веће Сиријске градове у изненадној офанзиви. Председник Башар ел Асад је побегао из државе.

## Политика
Сирија је парламентарна република. Критичари Сирије, међутим, сматра се да је Сирија ауторитарни режим који само на површини приказује демократски систем. Иако де факто грађани Сирије бирају гласањем председника и чланове парламента, они немају право да промене своју власт. Покојни председник Хафиз ел Асад је пет узастопних пута на референдуму био непоражен. Његов син, Башар ел Асад, је такође изабран на референдуму на којем није ни имао противника јула 2000. године. У децембру 2024. године, после изненадне офанзиве опозиције, Ел Асад је побегао из Сирије.

### Административна подела
Сирија је административно подељена на 14 покрајина (арап. محافظة - мухафаза):
|     | Српски назив | Арапски назив | Становништво | Главни град  |
| --- | ------------ | ------------- | ------------ | ------------ |
| 1.  | Дамаск       | دمشق          | 4.500.000    | Дамаск       |
| 2.  | Дамаск       | ریف دمشق      | 2.235.000    | Дамаск       |
| 3.  | Кунејтра     | القنيطرة      | 69.000       | Кунејтра     |
| 4.  | Дара         | درعا          | 858.000      | Дара         |
| 5.  | Сувајда      | السويداء      | 304.000      | Сувајда      |
| 6.  | Хомс         | حمص           | 1.561.000    | Хомс         |
| 7.  | Тартус       | طرطوس         | 720.000      | Тартус       |
| 8.  | Латакија     | اللاذقية      | 891.000      | Латакија     |
| 9.  | Хама         | حماه          | 1.416.000    | Хама         |
| 10. | Идлиб        | ادلب          | 1.288.000    | Идлиб        |
| 11. | Алеп         | حلب           | 4.120.000    | Алеп         |
| 12. | Рака         | الرقة         | 811.000      | Рака         |
| 13. | Дајр ез Заур | دير الزور     | 1.040.000    | Дајр ез Заур |
| 14. | Хасака       | الحسكة        | 1.225.926    | Хасака       |

## Привреда
Од природних богатстава Сирија располаже нафтом, природним гасом, фосфоритима и хидроенергијом. Што се тиче индустрије најразвијенија је прехрамбена индустрија. Од пољопривредних култура се гаје памук и житарице, развијено је сточарство пре свега овце, говеда и камиле.

## Становништво
У Сирији живи око 18 милиона становника. У етничком погледу око 90% чине Арапи, 7% Курди, 2% Јермени. Ислам је религија 88% становништва (око 70% су сунити, 15% алавити, 2% исмаилити). Око 9% су хришћани (православци, сиријски католици, несторијанци, маронити). У градовима живи око 55% популације. Највећи градови су Алеп са 1,9 милиона и престоница Дамаск са 1,7 милиона становника.

### Највећи градови
| Алеп Дамаск | 1.  | Алеп          | Алеп         | 2.132.100 | Хомс Латакија |
| Алеп Дамаск | 2.  | Дамаск        | Дамаск       | 1.711.000 | Хомс Латакија |
| Алеп Дамаск | 3.  | Хомс          | Хомс         | 652.609   | Хомс Латакија |
| Алеп Дамаск | 4.  | Латакија      | Латакија     | 383.786   | Хомс Латакија |
| Алеп Дамаск | 5.  | Хама          | Хама         | 312.994   | Хомс Латакија |
| Алеп Дамаск | 6.  | Рака          | Рака         | 220.488   | Хомс Латакија |
| Алеп Дамаск | 7.  | Дајр ез Заур  | Дајр ез Заур | 211.857   | Хомс Латакија |
| Алеп Дамаск | 8.  | Хасака        | Хасака       | 188.160   | Хомс Латакија |
| Алеп Дамаск | 9.  | Камишли       | Хасака       | 184.231   | Хомс Латакија |
| Алеп Дамаск | 10. | Сајида Зајнаб | Дамаск       | 136.427   | Хомс Латакија |

## Култура

### Празници
| Датум                               | Назив                    | Локални назив | Коментар                                     |
| ----------------------------------- | ------------------------ | ------------- | -------------------------------------------- |
| 1. јануар                           | Нова година              | -             |                                              |
| 7. јануар                           | Православни Божић        | -             |                                              |
| 8. март                             | Осмомартовска Револуција | -             | -                                            |
| 21. март                            | Дан Мајки                | -             | -                                            |
| 17. април                           | Дан Независности         | -             | Независност од Француске                     |
| --                                  | Ускрс                    | -             | Према грегоријанском и јулијанском календару |
| 1. мај                              | Дан рада                 | -             | -                                            |
| 6. мај                              | Дан пожртвованих         | -             | -                                            |
| 25. децембар                        | Католички Божић          | -             | -                                            |
| Датуми који прате исламски календар |                          |               |                                              |
| Дул Хиђа                            | Еид ел Адха              | -             | -                                            |
| Шаваал                              | Еид ел фитр              | -             | -                                            |
| Раби`-ул-Аваал                      | Мавлид                   | -             | Мухамедов рођендан                           |

### Фестивали и сајмови
| Фестивал/Сајам               | Град       | Месец     |
| ---------------------------- | ---------- | --------- |
| Фестивал цвећа               | Латакија   | април     |
| Традиционални Фестивал       | Палмира    | мај       |
| Међународни сајам цвећа      | Дамаск     | мај       |
| Фестивал вина                | Ас Сувајда | јул       |
| Фестивал памука              | Алепо      | септембар |
| Међународни сајам у Дамаску  | Дамаск     | септембар |
| Фестивал љубави              | Латакија   | септембар |
| Босра Фестивал               | Босра      | септембар |
| Филмски и позоришни фестивал | Дамаск     | новембар  |